# Vidice (ort i Tjeckien, Mellersta Böhmen)
Vidice är en ort i Tjeckien.   Den ligger i regionen Mellersta Böhmen, i den centrala delen av landet, 60 km öster om huvudstaden Prag. Vidice ligger 425 meter över havet och antalet invånare är 218.
Terrängen runt Vidice är huvudsakligen platt, men åt nordost är den kuperad. Runt Vidice är det ganska glesbefolkat, med 35 invånare per kvadratkilometer. Närmaste större samhälle är Kolín, 12,6 km norr om Vidice. Trakten runt Vidice består till största delen av jordbruksmark.